# Comuna Skazînți, Moghilău
Skazînți (în ucraineană Сказинці) este o comună în raionul Moghilău, regiunea Vinnița, Ucraina, formată din satele Skazînți (reședința) și Voievodciînți.

## Demografie
Componența lingvistică a satului Skazînți
     Ucraineană (98,71%)
     Rusă (1,21%)
     Alte limbi (0,08%)
Conform recensământului din 2001, majoritatea populației satului Skazînți era vorbitoare de ucraineană (98,71%), existând în minoritate și vorbitori de rusă (1,21%).